# Liste von Richtlinien, Fachgesetzen und Erlassen für die Flächenplanung
Die Liste von Richtlinien, Fachgesetzen und Erlassen für die Flächenplanung umfasst die Rechtsgrundlagen für die Flächenplanung auf EU-Ebene, Bundesebene und Landesebene.

## EU
- Richtlinie 2000/60/EG (Wasserrahmenrichtlinie)
- Luftqualitätsrahmenrichtlinie 96/62/EG nebst sog. Tochterrichtlinien (bis 11. Juni 2010)
- Richtlinie 2008/50/EG über Luftqualität und saubere Luft für Europa
- Richtlinie 96/82/EG (Seveso-II-Richtlinie)

## Deutschland
- Baugesetzbuch (BauGB)
- Bundesnaturschutzgesetz (BNatSchG)
- Bundesartenschutzverordnung (BArtSchV)
- Bundeswaldgesetz (BWaldG)
- Bundesbodenschutzgesetz (BBodSchG)
- Bundes-Bodenschutz- und Altlastenverordnung (BBodSchV)
- Gesetz zur Umsetzung der EG-Richtlinie über die Bewertung und Bekämpfung von Umgebungslärm
- Bundesimmissionsschutzgesetz (BImSchG)
- Wasserhaushaltsgesetz (WHG)
- Gesetz zur Verbesserung des vorbeugenden Hochwasserschutzes
- Gesetz zur weiteren Verbesserung des Hochwasserschutzes und zur Vereinfachung des Hochwasserschutzes (Hochwasserschutzgesetz II)

### Nordrhein-Westfalen
- Gesetz zur Landesentwicklung/Landesentwicklungsprogramm (LEPro), siehe Landesentwicklungsprogramm, obsolet durch Fristablauf[2]
- Landschaftsgesetz NRW (LG NRW),
- Landesforstgesetz NRW (LFoG NRW)
- Landesbodenschutzgesetz NRW (LBodSchG NRW)
- Erlass zur Berücksichtigung von Flächen mit Bodenbelastungen, insbesondere Altlasten, bei der Bauleitplanung und im Baugenehmigungsverfahren NRW
- Landeswassergesetz NRW (LWG NRW)
- Abstandserlass NRW
- Windkraftanlagenerlass (WKA-Erl. NRW)
- Denkmalschutzgesetz NRW (DSchG NRW)